# 少鳞白甲鱼
少鳞白甲鱼（学名：Varicorhinus acanthopterus）为輻鰭魚綱鲤形目鲤科突吻鱼属的鱼类。在中国，分布于澜沧江、元江等。该物种的模式产地在泰国清迈。

## 扩展阅读
維基物種上的相關：少鳞白甲鱼